# Ilex jiaolingensis
Ilex jiaolingensis är en järneksväxtart som beskrevs av Chang Jiang Tseng och H.H. Liu. Ilex jiaolingensis ingår i släktet järnekar, och familjen järneksväxter. Inga underarter finns listade i Catalogue of Life.